# والتون (ویرجینیای غربی)
والتون (به انگلیسی: Walton) یک منطقهٔ مسکونی در ایالات متحده آمریکا است که در شهرستان روان، ویرجینیای غربی واقع شده‌است. والتون ۲۱۷٫۰۲ متر بالاتر از سطح دریا واقع شده‌است.